# Tênis de mesa nos Jogos Paralímpicos de Verão de 2012 - Equipes masculinas - Classe 3
A competição por equipes masculinas na classe 3 do tênis de mesa nos Jogos Paralímpicos de Verão de 2012 foi disputada entre os dias 5 e 7 de setembro no Complexo ExCel, em Londres.

## Medalhistas
|  | CHN China                          |  | GER Alemanha                                                    |  | FRA França                                       |
|  | Feng Panfeng Gao Yanming Zhao Ping |  | Thomas Bruechle Jan Guertler Holger Nikelis Thomas Schmidberger |  | Yann Guilhem Florian Merrien Jean-Philippe Robin |

## Equipes
| Atleta              | Classe |
| ------------------- | ------ |
| Fernando Erberhardt | 1      |
| Gabriel Coppola     | 3      |

| Atleta           | Classe |
| ---------------- | ------ |
| Manfred Dollmann | 3      |
| Egon Kramminger  | 3      |

| Atleta       | Classe |
| ------------ | ------ |
| Feng Panfeng | 3      |
| Gao Yanming  | 2      |
| Zhao Ping    | 3      |

| Atleta           | Classe |
| ---------------- | ------ |
| Tomas Pinas      | 3      |
| Miguel Rodríguez | 3      |

| Atleta              | Classe |
| ------------------- | ------ |
| Yann Guilhem        | 3      |
| Florian Merrien     | 3      |
| Jean-Philippe Robin | 3      |

| Atleta              | Classe |
| ------------------- | ------ |
| Thomas Bruechle     | 3      |
| Jan Guertler        | 3      |
| Holger Nikelis      | 1      |
| Thomas Schmidberger | 3      |

| Atleta            | Classe |
| ----------------- | ------ |
| Jeyoung Young III | 3      |
| Kim Jeong-Seok    | 3      |
| Kim Jin-Sung      | 3      |
| Cho Jae-Kwan      | 1      |

## Resultados
Todos as partidas seguem o horário de Londres (UTC+1).
|  | Quartas de final | Quartas de final  | Quartas de final |                   |            | Semifinais | Semifinais | Semifinais          |                     |                     | Final               | Final      | Final |
|  |                  |                   |                  |                   |            |            |            |                     |                     |                     |                     |            |       |
|  |                  |                   |                  |                   |            |            |            |                     |                     |                     |                     |            |       |
|  |                  |                   |                  |                   |            |            |            |                     |                     |                     |                     |            |       |
|  |                  |                   | CHN China        | 3                 |            |            |            |                     |                     |                     |                     |            |       |
|  |                  |                   |                  | 3                 |            |            |            |                     |                     |                     |                     |            |       |
|  |                  |                   |                  | KOR Coreia do Sul | 0          |            |            |                     |                     |                     |                     |            |       |
|  |                  | KOR Coreia do Sul | 3                | KOR Coreia do Sul | 0          |            |            |                     |                     |                     |                     |            |       |
|  |                  | KOR Coreia do Sul | 3                |                   |            |            |            |                     |                     |                     |                     |            |       |
|  |                  | AUT Áustria       | 1                |                   |            |            |            |                     |                     |                     |                     |            |       |
|  |                  |                   |                  |                   |            |            |            |                     |                     |                     |                     | CHN China  | 3     |
|  |                  |                   |                  | GER Alemanha      | 2          |            |            |                     |                     |                     |                     |            |       |
|  |                  | FRA França        | 3                |                   |            |            |            |                     |                     |                     |                     |            |       |
|  |                  | ESP Espanha       | 1                |                   |            |            |            |                     |                     |                     |                     |            |       |
|  |                  | ESP Espanha       | 1                |                   | FRA França | 0          |            | Disputa pelo bronze | Disputa pelo bronze | Disputa pelo bronze | Disputa pelo bronze |            |       |
|  |                  |                   |                  |                   | FRA França | 0          |            | Disputa pelo bronze | Disputa pelo bronze | Disputa pelo bronze | Disputa pelo bronze |            |       |
|  |                  |                   |                  | GER Alemanha      | 3          |            |            |                     |                     |                     |                     |            |       |
|  |                  | ARG Argentina     | 1                | GER Alemanha      | 3          |            |            | KOR Coreia do Sul   | 1                   |                     |                     |            |       |
|  |                  | ARG Argentina     | 1                |                   |            |            |            | KOR Coreia do Sul   | 1                   |                     |                     |            |       |
|  |                  | GER Alemanha      | 3                |                   |            |            |            |                     |                     |                     |                     | FRA França | 3     |

### Quartas de final
| 5 de setembro de 2012 16:30 | Coreia do Sul KOR | 3 – 1 | AUT Áustria |  |

|                | Partidas individuais |       |                  |                        |
| Kim Jeong-Seok | Kim Jeong-Seok       | 3 – 0 | Egon Kramminger  | 11–6, 11–7, 11–7       |
| Kim Jin-Sung   | Kim Jin-Sung         | 3 – 0 | Manfred Dollmann | 13–11, 11–9, 11–7      |
| Kim Jin-Sung   | Kim Jin-Sung         | 1 – 3 | Egon Kramminger  | 2–11, 11–8, 9–11, 7–11 |
| Kim Jeong-Seok | Kim Jeong-Seok       | 3 – 0 | Manfred Dollmann | 11–5, 11–5, 11–8       |
|                |                      |       |                  |                        |

| 5 de setembro de 2012 16:30 | França FRA | 3 – 1 | ESP Espanha |  |

|                     | Partidas individuais |       |                  |                              |
| Jean-Philippe Robin | Jean-Philippe Robin  | 2 – 3 | Tomas Pinas      | 8–11, 11–9, 11–5, 7–11, 4–11 |
| Florian Merrien     | Florian Merrien      | 3 – 1 | Miguel Rodríguez | 12–10, 9–11, 11–3, 11–3      |
| Florian Merrien     | Florian Merrien      | 3 – 0 | Tomas Pinas      | 11–8, 11–2, 14–12            |
| Jean-Philippe Robin | Jean-Philippe Robin  | 3 – 1 | Miguel Rodríguez | 9–11, 11–4, 11–3, 11–4       |
|                     |                      |       |                  |                              |

| 5 de setembro de 2012 16:30 | Argentina ARG | 1 – 3 | GER Alemanha |  |

|                    | Partidas individuais |       |                 |                               |
| Gabriel Copola     | Gabriel Copola       | 0 – 3 | Thomas Bruechle | 3–11, 9–11, 10–12             |
| Fernando Eberhardt | Fernando Eberhardt   | 0 – 3 | Jan Guertler    | 3–11, 1–11, 3–11              |
| Gabriel Copola     | Gabriel Copola       | 3 – 2 | Jan Guertler    | 11–9, 9–11, 8–11, 11–3, 14–12 |
| Fernando Eberhardt | Fernando Eberhardt   | 0 – 3 | Thomas Bruechle | 2–11, 3–11, 3–11              |
|                    |                      |       |                 |                               |

### Semifinais
| 6 de setembro de 2012 16:30 | China CHN | 3 – 0 | KOR Coreia do Sul |  |

|              | Partidas individuais |       |                |                         |
| Feng Panfeng | Feng Panfeng         | 3 – 0 | Kim Jin-Sung   | 11–9, 11–8, 11–7        |
| Zhao Ping    | Zhao Ping            | 3 – 1 | Kim Jeong-Seok | 11–6, 11–13, 11–3, 11–6 |
| Feng Panfeng | Feng Panfeng         | 3 – 1 | Kim Jeong-Seok | 11–7, 7–11, 11–1, 11–6  |
|              |                      |       |                |                         |
|              |                      |       |                |                         |

| 6 de setembro de 2012 16:30 | França FRA | 0 – 3 | GER Alemanha |  |

|                     | Partidas individuais |       |                     |                               |
| Florian Merrien     | Florian Merrien      | 2 – 3 | Thomas Bruechle     | 11–5, 9–11, 10–12, 11–4, 4–11 |
| Jean-Philippe Robin | Jean-Philippe Robin  | 0 – 3 | Thomas Schmidberger | 4–11, 9–11, 7–11              |
| Florian Merrien     | Florian Merrien      | 0 – 3 | Thomas Schmidberger | 3–11, 7–11, 7–11              |
|                     |                      |       |                     |                               |
|                     |                      |       |                     |                               |

### Disputa pelo bronze
| 7 de setembro de 2012 12:30 | Coreia do Sul KOR | 1 – 3 | FRA França |  |

|                | Partidas individuais |       |                     |                              |
| Kim Jeong-Seok | Kim Jeong-Seok       | 3 – 2 | Jean-Philippe Robin | 11–5, 8–11, 8–11, 11–7, 11–9 |
| Kim Jin-Sung   | Kim Jin-Sung         | 2 – 3 | Florian Merrien     | 6–11, 11–7, 11–9, 6–11, 9–11 |
| Kim Jeong-Seok | Kim Jeong-Seok       | 0 – 3 | Florian Merrien     | 8–11, 3–11, 4–11             |
| Kim Jin-Sung   | Kim Jin-Sung         | 1 – 3 | Jean-Philippe Robin | 12–10, 5–11, 9–11, 8–11      |
|                |                      |       |                     |                              |

### Final
| 7 de setembro de 2012 12:30 | China CHN | 3 – 2 | GER Alemanha |  |

|                          | Partidas individuais     |       |                                       |                         |
| Zhao Ping                | Zhao Ping                | 1 – 3 | Thomas Schmidberger                   | 9–11, 4–11, 11–8, 5–11  |
| Feng Panfeng             | Feng Panfeng             | 3 – 0 | Thomas Bruechle                       | 11–6, 11–1, 11–8        |
| Feng Panfeng             | Feng Panfeng             | 3 – 1 | Thomas Schmidberger                   | 9–11, 11–9, 11–5, 11–9  |
| Zhao Ping                | Zhao Ping                | 1 – 3 | Thomas Bruechle                       | 9–11, 12–14, 11–8, 8–11 |
| Zhao Ping / Feng Panfeng | Zhao Ping / Feng Panfeng | 3 – 1 | Thomas Schmidberger / Thomas Bruechle | 9–11, 11–8, 11–8, 11–8  |